# Uray Géza
Uray Géza (1921. augusztus 16. – 1991. július 17.) orientalista, tibetológus, nyelvész, tibetológus, Ligeti Lajos iskolájának tagja.

## Élete
Pályafutása kezdetekor nyelvészeti kérdésekkel foglalkozott, de később munkássága a korai tibeti történelem és a Dunhuangban tanulmányozott szövegek feldolgozása terén lett jelentős. Ligeti Lajos iskolájának volt a tagja és doktori disszertációját a tibeti dialektusokból írta.

## Munkái
- Uray Géza (1949) Kelet-Tibet nyelvjárásainak osztályozása. - Budapest
- Uray Géza (1952). "A Tibetan diminutive suffix." Acta Orientalia Academiae Scientiarum Hungaricae 2:182-220
- Uray Géza (1953). “Some problems of the ancient Tibetan verbal morphology: methodological observations on recent studies.” Acta Linguistica Academiae Scientiarum Hungaricae: 37-62.
- Uray Géza (1953). “The suffix -e in Tibetan.” Acta Orientalia Academiae Scientiarum Hungaricae 3: 229-244.
- Uray Géza (1954). “Duplication, germination and triplication in Tibetan.” Acta Orientalia Academiae Scientiarum Hungaricae 4.1-3: 177-256.
- Uray Géza (1955). [review of Vorob'ev-Desjatovskij Tibetsij dokument na derev.] Acta Orientalia Academiae Scientiarum Hungaricae 4.1-3: 304-307.
- Uray Géza (1955). “On the Tibetan Letters ba and wa: Contribution to the Origin and History of the Tibetan Alphabet.” Acta Orientalia Academiae Scientiarum Hungaricae 5.1: 101-121.
- Uray Géza (1960). “The Four Horns of Tibet according to the Royal Annals.” Acta Orientalia Academiae Scientiarum Hungaricae 10.1: 31-57.
- Uray Géza (1961). “Notes on a Tibetan Military Document from Dunhuang.” Acta Orientalia Academiae Scientiarum Hungaricae 12: 223-230.
- Uray Géza (1962). “The offices of the bruṅ-pas and great mṅans and the territorial division of Central Tibet in the early 8th century.” Acta Orientalia Academiae Scientiarum Hungaricae 15: 353-360.
- Uray Géza (1964). “The Old Tibetan verb bon.” Acta Orientalia Academiae Scientiarum Hungaricae 17: 323-334.
- Uray Géza (1964). A magyarországi nyelvtudomány bibliográfiája
- Uray Géza (1966). “’Greṅ, the Alleged Old Tibetan Equivalent of the Ethnic Name Ch’iang.” Acta Orientalia Academiae Scientiarum Hungaricae 19: 245-256.
- Uray Géza (1968). “A Chronological Problem in the Old Tibetan Chronicle.” Acta Orientalia Academiae Scientiarum Hungaricae 11: 268-269.
- Uray Géza (1971). “A propos du tibétain rgod-g-yuṅ.” Études tibétaines dédiées à la mémoire de Marcelle Lalou. Paris: Adrien Maisonneuve. 553-557.
- Uray Géza (1972). “The Narrative of Legislation and Organization of the Mkhas-pa’I dga’-ston: the origins of the traditions concerning sron-brcan sgam-po as first legislator and organizer of Tibet.” Acta Orientalia Academiae Scientiarum Hungaricae 26.1: 11-68.
- Uray Géza (1972). “Queen Sad-mar-kar's Songs in the Old Tibetan Chronicle.” Acta Orientalia Academiae Scientiarum Hungaricae 25: 5-38.
- Uray Géza (1975). “L’annalistique et la practique bureaucratique au Tibet ancient.” Journal Asiatique 263: 157-170.
- Uray Géza (1978). “The Annals of ‘A-ža Principality, The problems of Chronology and Genre of the Stein Document. Tun-huang, vol. 69, fol. 84.” Proceeding of the Kőrösi Csoma Sándor memorial symposium. Ed. Louis Ligeti. Budapest: Akadémia Kiadó. 541-578
- Uray Géza (1979). “The Old Tibetan Sources of the History of Central Asia up to 751 A.D.: a Survey.” Prolegomena to the Sources on the History of Pre-Islamic Central Asia. Ed. J. Harmatta. Budapest: Akadémiai Kiadó: 275-306.
- Uray Géza (1980). “KHROM: Administrative units of the Tibetan Empire in the 7th–9th Centuries.” Michael Aris & Aung san Suu Kyi (eds.), Tibetan studies in honour of Hugh Richardson: Proceedings of the International Seminar on Tibetan Studies, Oxford 1979. Westminster: Aris & Phillips. 310–318
- Uray Géza (1981). “L’emploi du tibétain dans les chancelleries des états du Kan-sou et de Khotan postérieurs à la domination tibétaine.” Journal Asiatique 269.1-2: 81-90.
- Uray Géza (1982). “Notes on the thousand-districts of the Tibetan Empire in the first half of the ninth century.” Acta Orientalia Academiae Scientiarum Hungaricae 30: 545-548.
- Uray Géza (1983). "Tibet’s Connections with Nestorianism and Manicheism in the 8th–10th Centuries." In Steinkellner and Tauscher (eds), "Contributions on Tibetan Language, History and Culture." Vienna: Arbeitskries für Tibetische und Buddhistische studien Universität Wien.
- Uray Géza (1984). “The Earliest Evidence of the use of the Chinese Sexagenary Cycle in Tibetan.” Tibetan and Buddhist Studies Commemorating the 200th Anniversary of the Birth of Alexander Csoma de Kőrös. Ed. Louis Ligeti. Vol 2. Budapest: Akadémia Kiadó: 341-360.
- Uray Géza (1988) “New Contributions to Tibetan Documents from the post-Tibetan Tun-huang.” Tibetan Studies: Proceedings of the 4th Seminar of the International Association for Tibetan Studies Schloss Hohenkammer – Munich 1985. Eds. Helga Uebach and Jampa L. Panglung. (Studia Tibetica: Quellen und Studien zur tibetische Lexicographie 2). Munich: Kommission für Zentralasiatische Studien Bayerische Akademie der Wissenschaften: 514-528.
- Uray Géza (1988). “Ñag.ñi.dags.po: A Note on Historical Geography of Ancient Tibet.” Orientalia Iosephi Tucci Memoriae Dicata. Eds. G. Gnoli and L. Lanciotti. (Serie Orientale Roma 61.3) Rome: Instituto Italiano per il medio ed estremo oriente. 1503-1510.
- Uray Géza (1990) “The title dbaṅ-po in Early Tibetan Records.” Indo-Sino-Tibetan: Studi in Onore di Luciano Petech. Ed. Paolo Daffinà. (Studi Orientali 9). Rome: Bardi Editore.
- Uray Géza (1991) "The Location of Khar-can and Leṅ-ču of the Old Tibetan sources", Varia Eurasiatica, Szeged, 195-227.
- Uray Géza és Helga Uebach (1994). "Clan Versus Thousand-District Versus Army in the Tibetan Empire." Tibetan Studies, Ed. Per Kvaerne. Oslo: The Institute for Comparative Research in Human Culture.

## Emlékezete
- Tibetan history and language. Studies dedicated to Uray Géza on his seventieth birthday; szerk. Ernst Steinkellner; Arbeitskreis für Tibetische und Buddhistische Studien Univ. Wien, Wien, 1991 (Wiener Studien zur Tibetologie und Buddhismuskunde)
- Uray Géza emlékére. Tanulmányok; szerk. Ecsedy Ildikó; MTA Orientalisztikai Munkaközösség, Bp., 1992 (Történelem és kultúra)[5]

## Fordítás
- Ez a szócikk részben vagy egészben  az   Uray Géza című angol Wikipédia-szócikk ezen változatának fordításán alapul.  Az eredeti cikk szerkesztőit annak laptörténete sorolja fel. Ez a jelzés csupán a megfogalmazás eredetét és a szerzői jogokat jelzi, nem szolgál a cikkben szereplő információk forrásmegjelöléseként.